# Grünstadt
Grünstadt – miasto w Niemczech, w kraju związkowym Nadrenia-Palatynat, w powiecie Bad Dürkheim, siedziba gminy związkowej Grünstadt-Land. W 2009 liczyło 13 029 mieszkańców.

## Współpraca
Miejscowości partnerskie:
- Bonita Springs, Stany Zjednoczone
- Carrières-sur-Seine, Francja
- Greenville, Stany Zjednoczone
- Hermsdorf, Turyngia
- Peine, Dolna Saksonia (kontakty utrzymuje dzielnica Asselheim)
- Westerburg, Nadrenia-Palatynat